# تاکوما اومینامی
تاکوما اومینامی (انگلیسی: Takuma Ominami؛ زادهٔ ۱۳ دسامبر ۱۹۹۷) بازیکن فوتبال اهل ژاپن است.
از باشگاه‌هایی که در آن بازی کرده‌است می‌توان به باشگاه فوتبال جوبیلو ایواتا اشاره کرد.